# 耶纳古德德
耶纳古德德（Yenagudde），是印度卡纳塔克邦Udupi县的一个城镇。总人口4537（2001年）。

## 人口
该地2001年总人口4537人，其中男性2148人，女性2389人；0—6岁人口411人，其中男216人，女195人；识字率80.52%，其中男性为85.43%，女性为76.10%。